# Base antarctique Dumont-d'Urville
La base antarctique Dumont-d'Urville est une base scientifique française située sur l'île des Pétrels, en terre Adélie, dans l'archipel de Pointe-Géologie. Elle doit son nom à l'explorateur Jules Dumont d'Urville qui découvrit l'archipel en 1840.
La base est gérée par l'Institut polaire français Paul-Émile-Victor. Elle a été ouverte le 12 janvier 1956 pour remplacer la base de Port-Martin, détruite par le feu en 1952. La station peut accueillir de 30 à 40 personnes en hiver.
Sur la base se poursuivent des travaux scientifiques de portée internationale. Par exemple, en 1987, les scientifiques y effectuaient des carottages de glace prélevés à de grandes profondeurs et testés en laboratoire, des lancers de ballons pour mieux connaître les mouvements atmosphériques, des tirs de fusées à 350 km d'altitude pour l'étude de l'ionosphère.
C'est aussi dans cette base qu'était hébergée l'équipe du film La Marche de l'empereur, de Luc Jacquet, sorti en 2005.

## Histoire

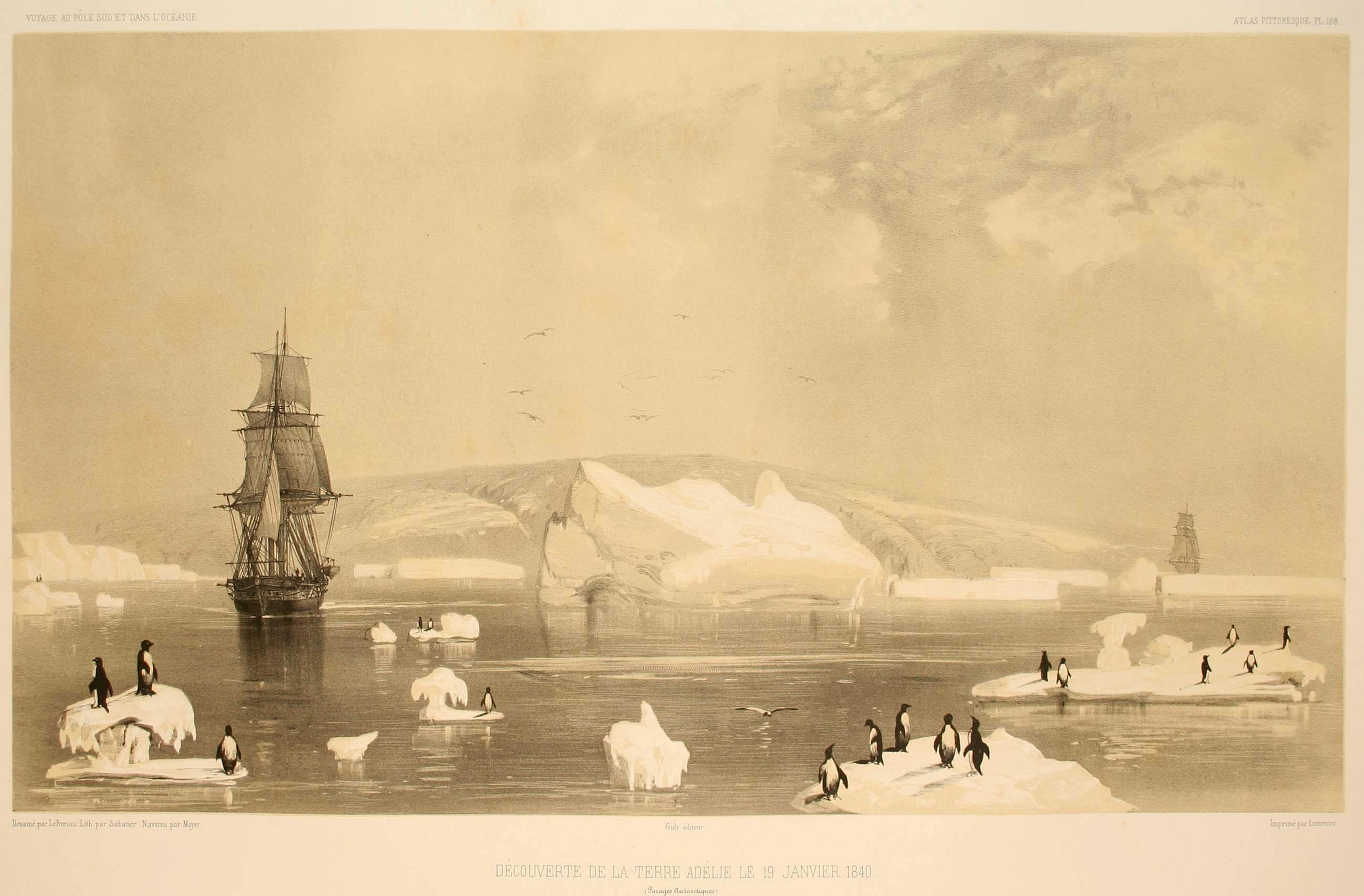
L'Astrolabe et La Zélée le 20 janvier 1840, par Louis Le Breton.

Le 20 janvier 1840, l'explorateur Jules Dumont d'Urville débarque sur le rocher le plus élevé et le plus nord-occidental des Îles Dumoulin (qu'il rebaptisera par la suite Rocher du Débarquement). L'expédition en profite alors pour prélever des échantillons de roches, d'algues et d'animaux. Dumont d'Urville choisit de nommer cette nouvelle terre la « terre Adélie », en hommage à sa femme Adèle, après avoir pris officiellement possession de l'archipel de Pointe-Géologie au nom de la France. La mer environnante prendra ultérieurement le nom de mer d'Urville.
Après la destruction, par un incendie en janvier 1952, de la base de Port-Martin, les occupants sont évacués, mais sept d'entre-eux rejoignent une base secondaire destinée à l'observation d'une rookerie de manchots (la base Marret prévue pour quatre personnes). Cette base se situe à soixante kilomètres à l'ouest, sur l'île des Pétrels dans l'archipel de Pointe-Géologie,. Les sept hommes, dont le radio et cinéaste Mario Marret, hivernent, dans des conditions précaires, et quittent l'île en janvier 1953 : la terre Adélie est alors vierge de toute présence humaine,.

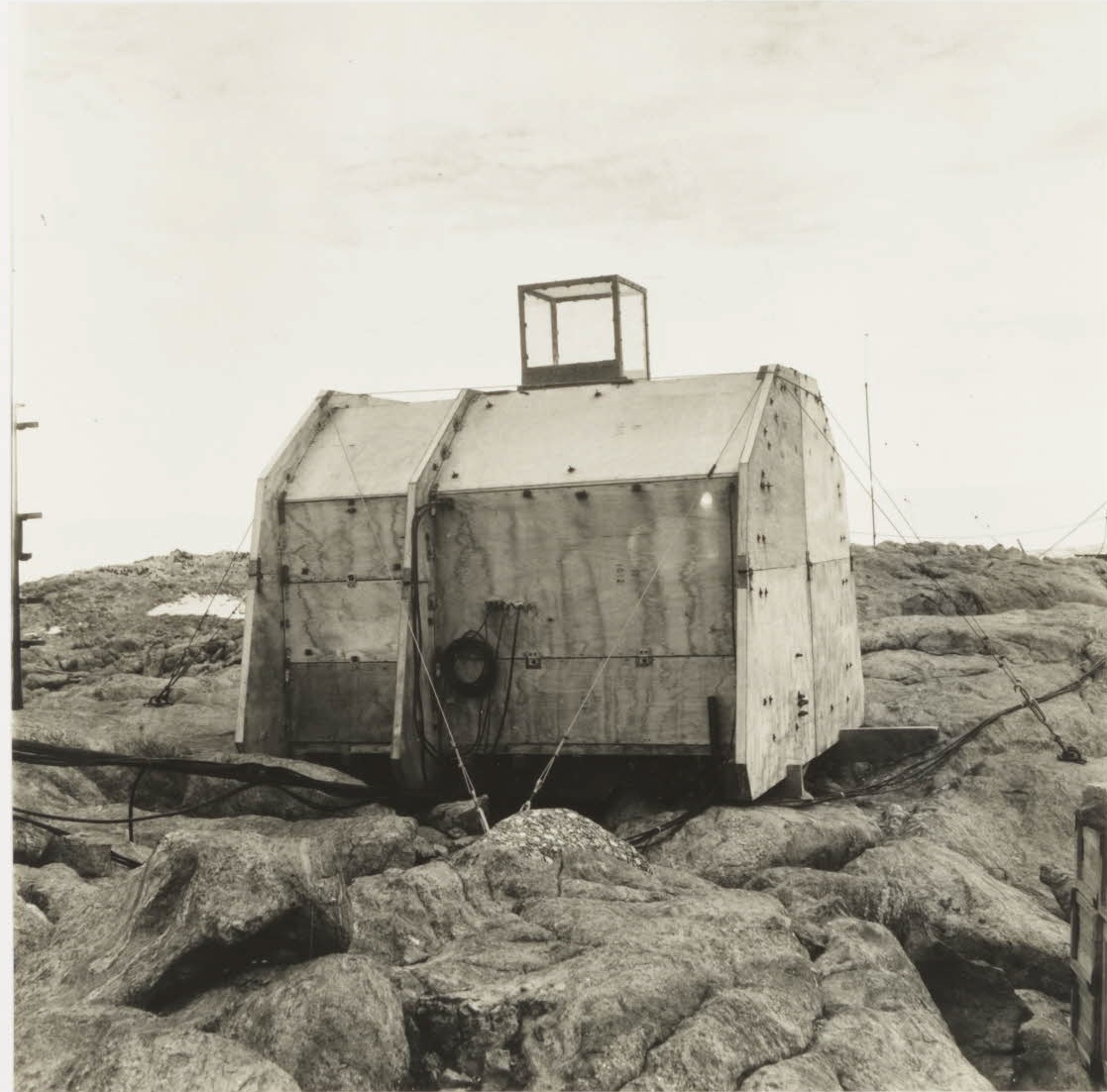
Abri construit par les Expéditions polaires françaises lors de l'Année géophysique internationale (1957-1958) pour l'observation du ciel nocture. Archives nationales.

En 1955, les Français décident de créer une véritable base sur le site de la base Marret. Des préfabriqués en métal de l'entreprise Fillod (Florange, Moselle) sont cette fois-ci utilisés, ce matériau présentant l'avantage d'être plus léger et moins inflammable que le bois. Le 2 janvier 1956 au matin, les quatorze membres de la première des trois expéditions prévues à l'occasion de l'année géophysique internationale 1957-1958, partie le 26 décembre de Tasmanie à bord du Norsel (en), atteignent l'île des Pétrels et œuvrent dès lors la construction de la nouvelle base,,baptisée Dumont d'Urville. Plusieurs d'entre eux demeurent sur place, assurant le premier hivernage dans la base.
En décembre 1956, sept hommes établissent une seconde base sur le continent, à 320 kilomètres de Dumont-d'Urville, à l'emplacement du pôle Sud magnétique d'alors : la base Charcot. Trois d'entre eux y demeurent.
En février 1999, un hélicoptère Lama effectuant la liaison entre le navire L'Astrolabe et la base s'écrase, faisant trois morts,.
Le 28 octobre 2010, un hélicoptère Écureuil effectuant la même navette (L'Astrolabe est immobilisé par les glaces à environ 370 kilomètres de l'île) s'écrase, à environ cent kilomètres de la base, tuant les quatre occupants, un pilote, un mécanicien et deux membres de l'Institut polaire français Paul-Émile-Victor.
En novembre 2023, à l'occasion du One Planet Summit, Emmanuel Macron annonce la reconstruction de la base pour 2026.

## Climat
La base Dumont-d'Urville a un climat d'inlandsis (catégorie EF dans la classification de Köppen), cependant adouci par la présence de l'océan Austral. Elle a subi, en mars 2022, une vague de chaleur sans précédent résultant d'un phénomène de rivière atmosphérique.
| Mois                                             | jan.  | fév.  | mars  | avril | mai   | juin  | jui.  | août  | sep.  | oct.  | nov.  | déc.  | année |
| ------------------------------------------------ | ----- | ----- | ----- | ----- | ----- | ----- | ----- | ----- | ----- | ----- | ----- | ----- | ----- |
| Température minimale moyenne (°C)                | −3,6  | −7,2  | −12   | −16   | −19,1 | −19   | −19,9 | −19,6 | −18,4 | −16,7 | −10,1 | −4,6  | −14   |
| Température moyenne (°C)                         | −1,2  | −4,4  | −9,1  | −13,2 | −16,1 | −15,9 | −16,7 | −16,5 | −15,2 | −13,3 | −6,9  | −1,9  | −11   |
| Température maximale moyenne (°C)                | 1,3   | −1,5  | −6,2  | −10,3 | −13   | −12,8 | −13,4 | −13,3 | −12   | −10   | −3,6  | 0,8   | −7,9  |
| Record de froid (°C)                             | −10,8 | −17,3 | −25   | −27,5 | −32,5 | −34,9 | −34,4 | −37,4 | −36,1 | −37,2 | −21   | −14   | −37,4 |
| Record de chaleur (°C)                           | 9,7   | 6,4   | 4,8   | 8,7   |       | 0,9   | 0,5   | 0,3   | 0,3   | 1,7   | 4,7   | 11    | 11    |
| Ensoleillement (h)                               | 282,1 | 206,2 | 155   | 105   | 40,3  | 12    | 15,5  | 68,2  | 150   | 251,1 | 315   | 359,6 | 1 960 |
| Record de vent (km/h)                            | 172,2 | 179,5 | 179,5 | 205,4 | 213   | 198,2 | 198,2 | 201,9 | 198,2 | 183,5 | 194,6 | 161,1 | 213   |
| Pression atmosphérique au niveau de la mer (hPa) | 990,3 | 987,9 | 986,7 | 987,1 | 987,2 | 992,6 | 989,9 | 987,3 | 984,6 | 982,5 | 986,2 | 988,9 | 987,5 |
| Nombre de jours avec précipitations              | 9     | 7     | 10    | 8     | 10    | 7     | 11    | 11    | 10    | 8     | 6     | 6     | 102   |

La météo peut être consultée en temps réel par l'intermédiaire de la station Météo-France de Dumont-d'Urville intégrée au réseau Infoclimat.

## Transports

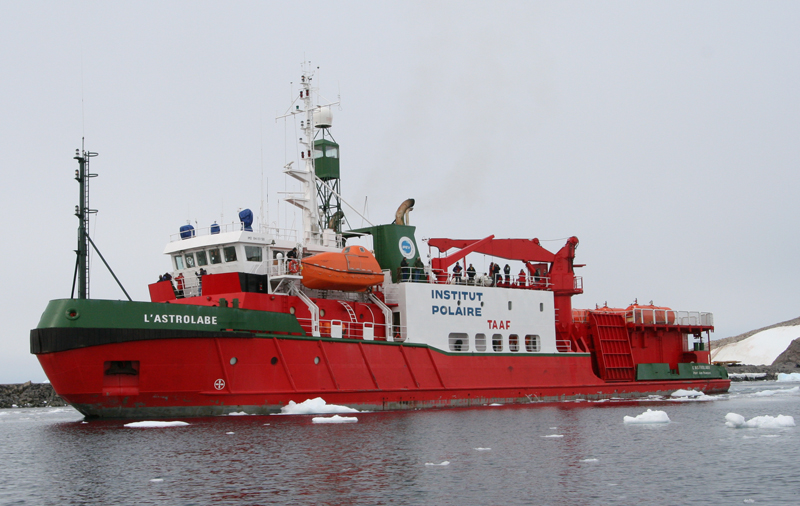
L'Astrolabe, navire polaire français.

La base étant située sur une île, on y accède par bateau pneumatique ou par hélicoptère. Une piste pour avions est également installée sur le continent, à 10 km de la base ; elle sert uniquement l'été, d'octobre à février depuis et vers d'autres bases antarctiques proches. Le nombre du personnel sur la base est en moyenne de 30 en hiver et entre 70 et 120 en été. Le navire de ravitaillement, L'Astrolabe, apporte provisions et personnel cinq fois par an entre novembre et mars.
Dans les années 1990, une autre piste, surnommée « piste du lion », a été construite entre les petites îles Cuvier, île du Lion et îles Buffon, à proximité immédiate de l'île de Pétrels. Cette construction a nécessité un dynamitage d'aplanissement de ces îles et un remblaiement pour les relier. Cependant la direction générale de l'Aviation civile (DGAC) en refusera l'homologation en 1994 à cause de la qualité des granulats utilisés dans la construction et la piste fut officiellement abandonnée par décret ministériel en 1996. Le coût financier de son entretien et la polémique internationale suscitée par sa création sont aussi avancées comme explications de cet abandon. Le but était, grâce à une piste de 1 100 mètres de long, de pouvoir relier l'Australie à la terre Adélie par avion-cargo militaire.

## Faune

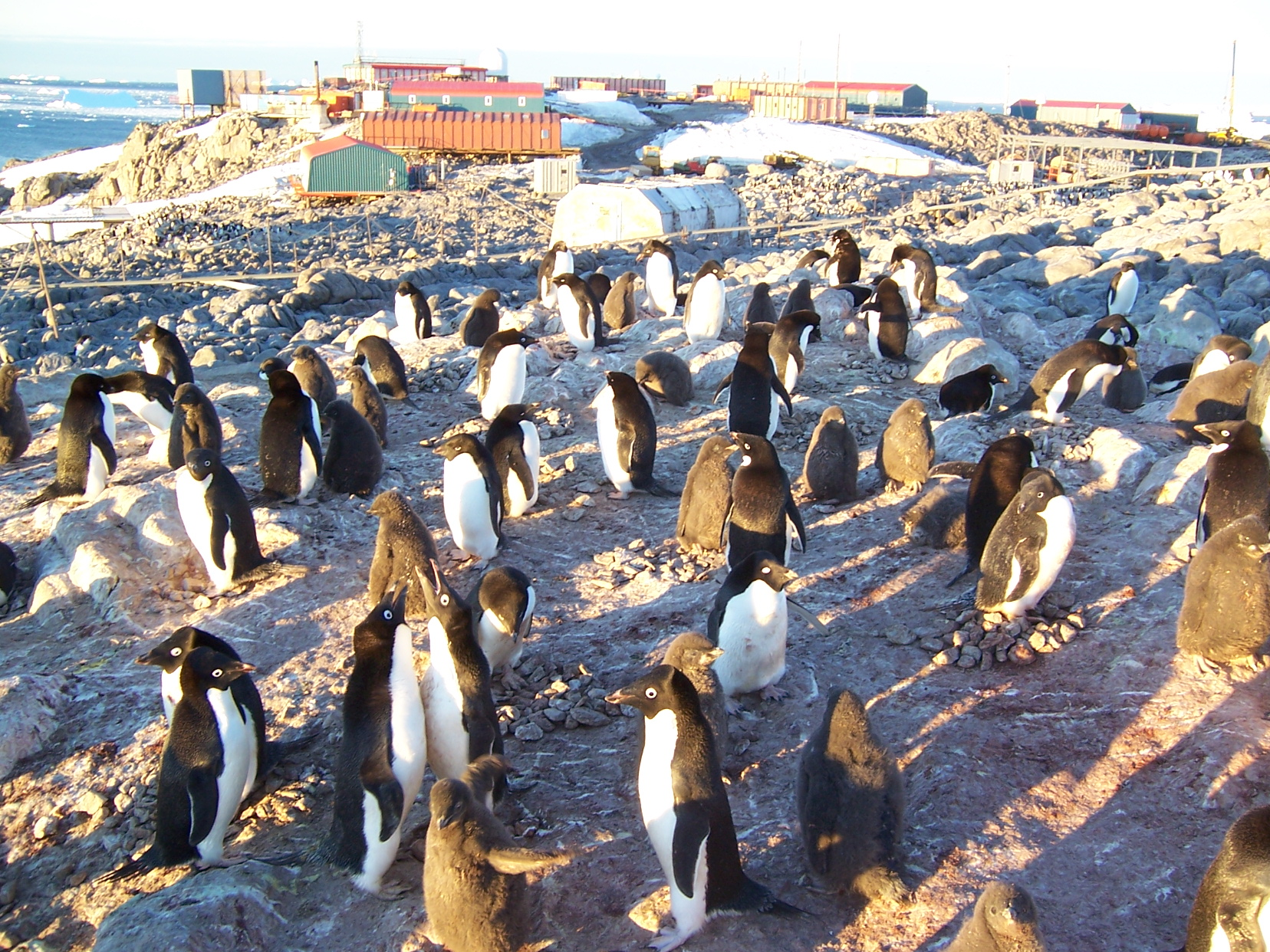
Une colonie de manchots Adélie.

La base Dumont-d'Urville présente un intérêt important pour la faune, notamment en ce qui concerne les manchots empereurs.
L'été, les rochers aux environs de la base sont le refuge des manchots Adélie, qui viennent se reproduire. On observe des skuas, pétrels des neiges, pétrels géants qui se nourrissent avec les poussins des manchots empereurs. Les damiers du Cap passent également l'été près de la base.
En hiver, seuls les manchots empereurs demeurent pour se reproduire. Par suite du réchauffement climatique notamment, leur colonie risque de passer des 6 000 couples reproducteurs décomptés en 1962, à 400 couples en 2010, soit un déclin de 95 %.
Certains animaux marins sont également présents malgré la température négative de l'eau : orques et rorquals.

## Activité
La base Dumont-d'Urville est avant tout une base scientifique, même si la logistique en direction de Concordia occupe désormais une place importante dans son activité.

### Biologie, nature
Les animaux présents à Dumont-d'Urville sont régulièrement étudiés : manchots, oiseaux, poissons, araignées de mer géantes (en).

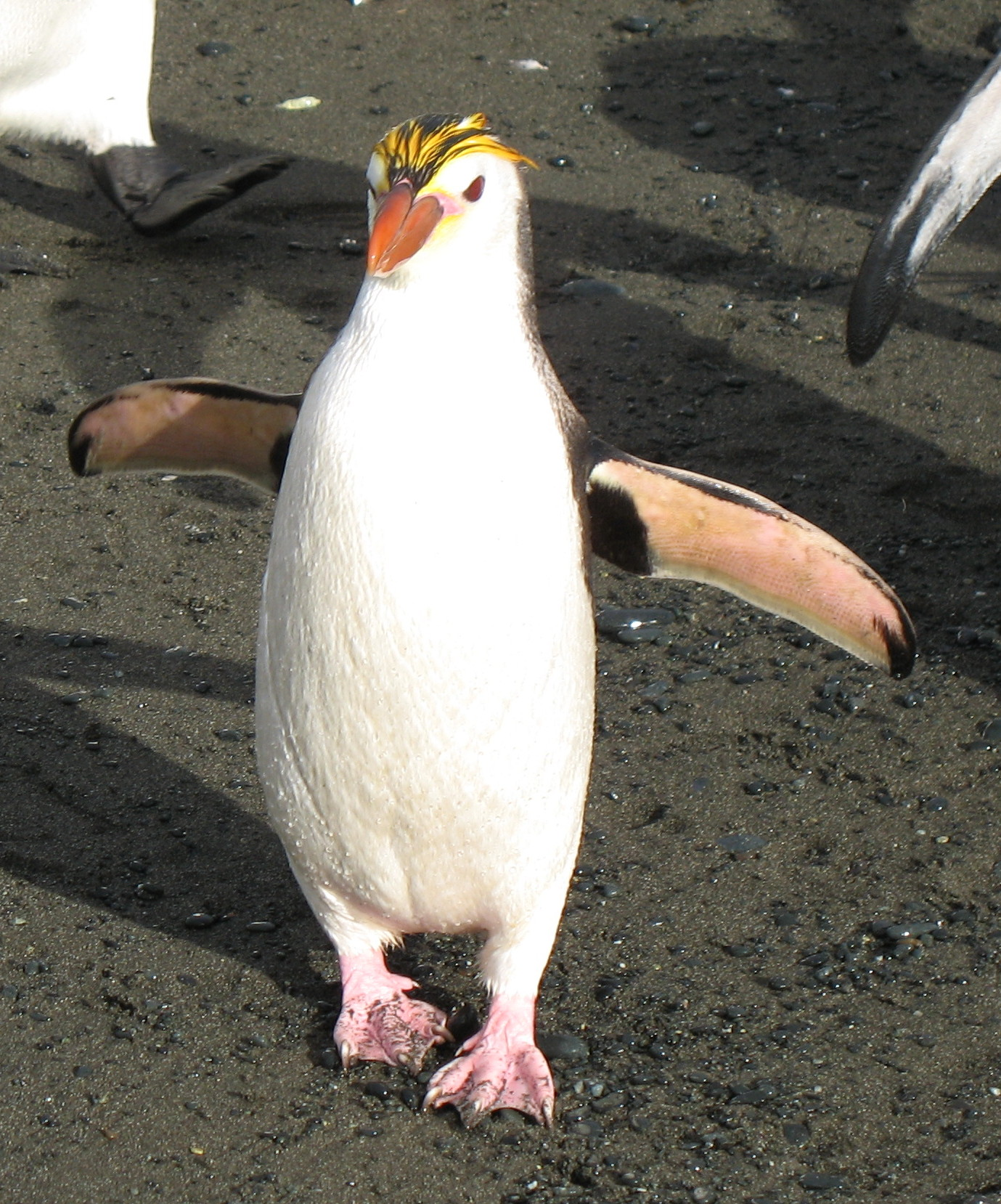
Gorfou de Schlegel.
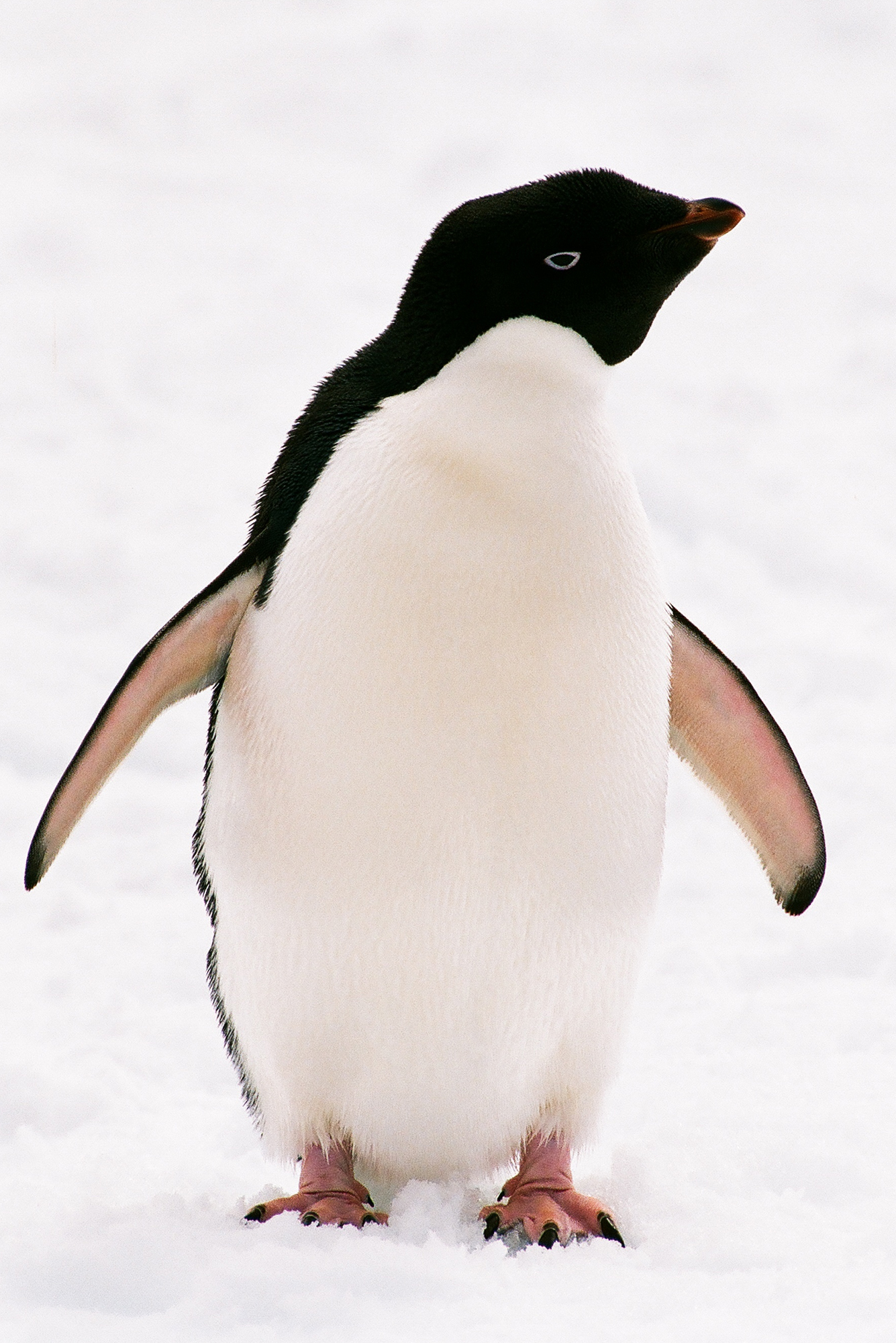
Manchot Adélie.
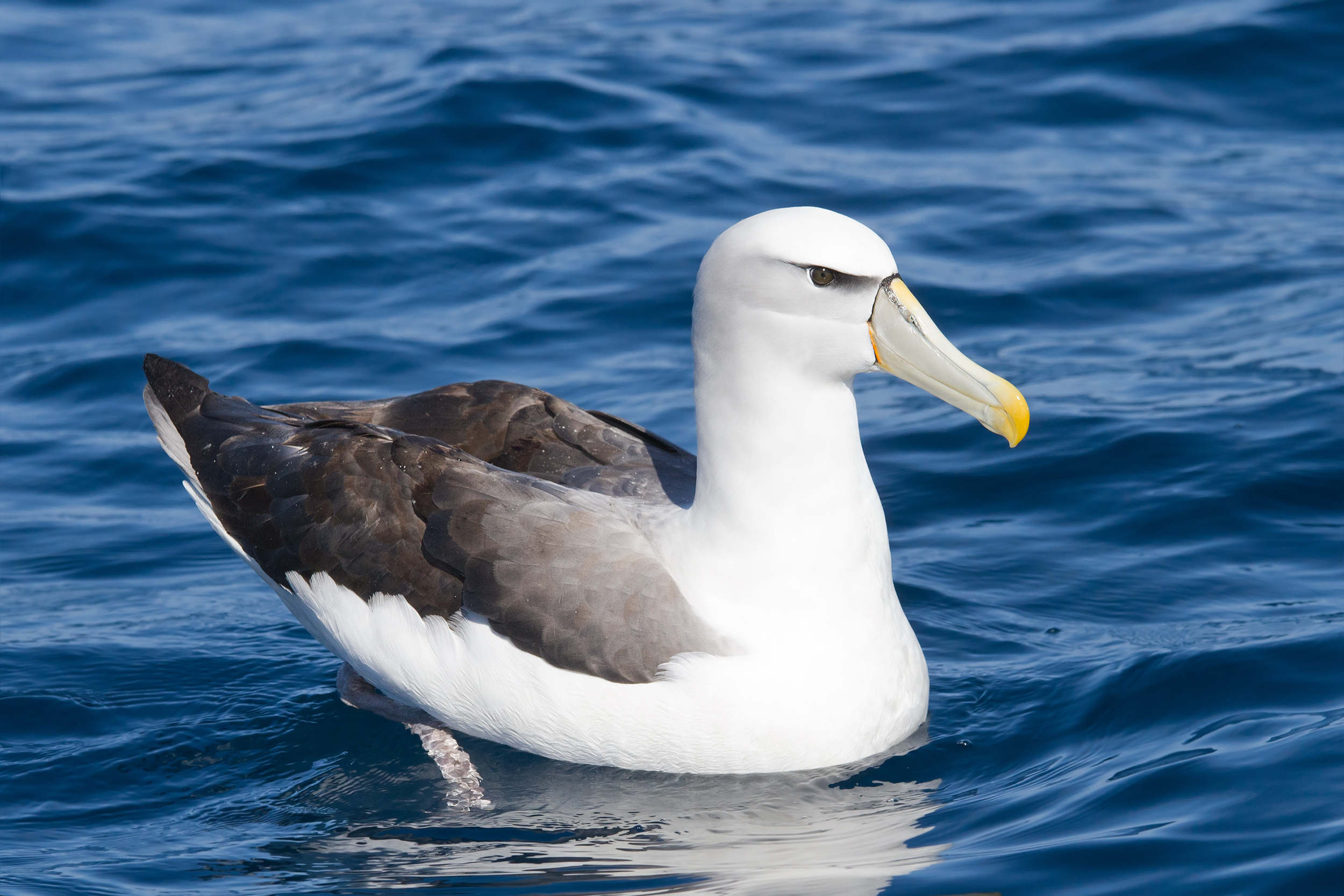
Albatros à cape blanche.
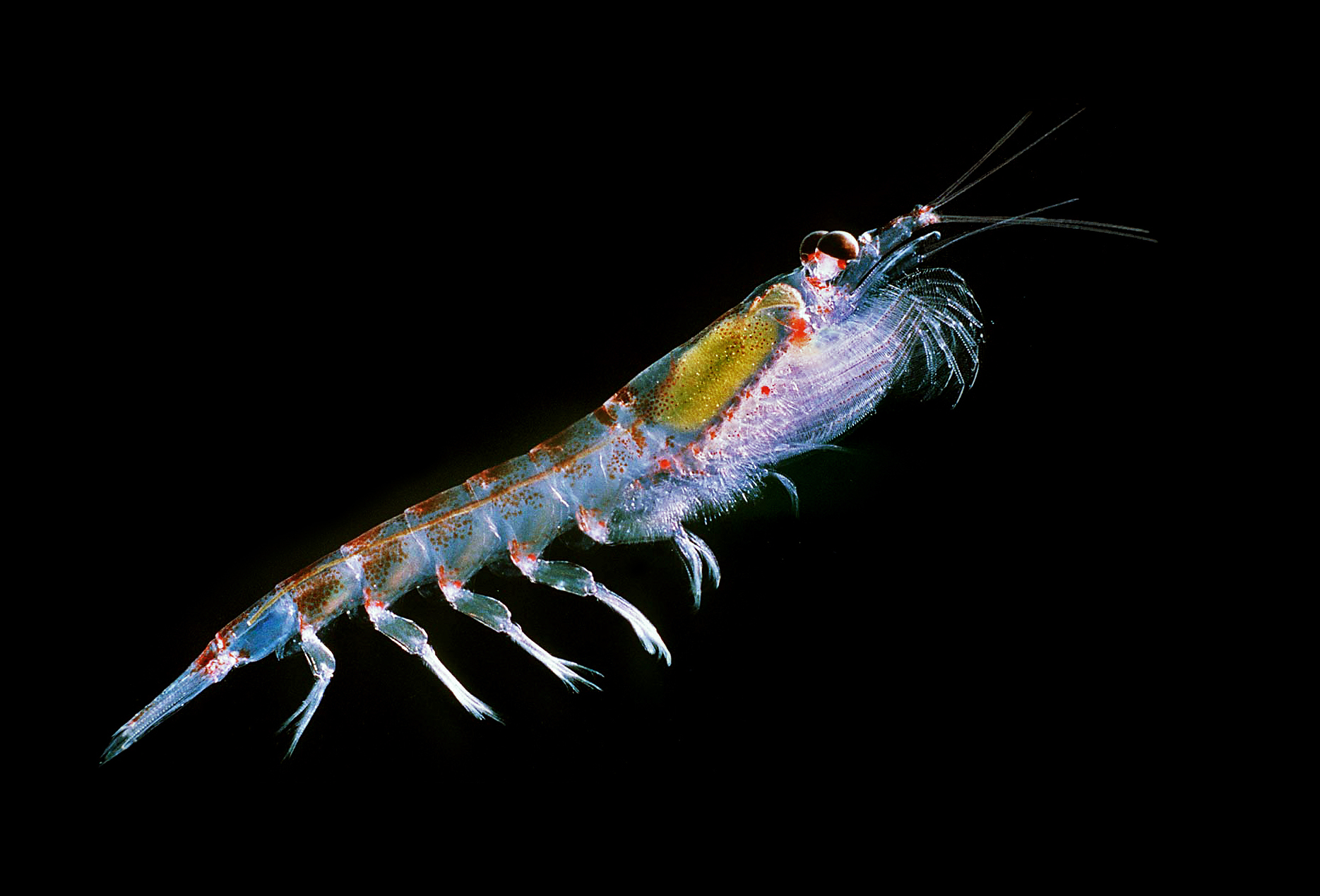
Krill antarctique.
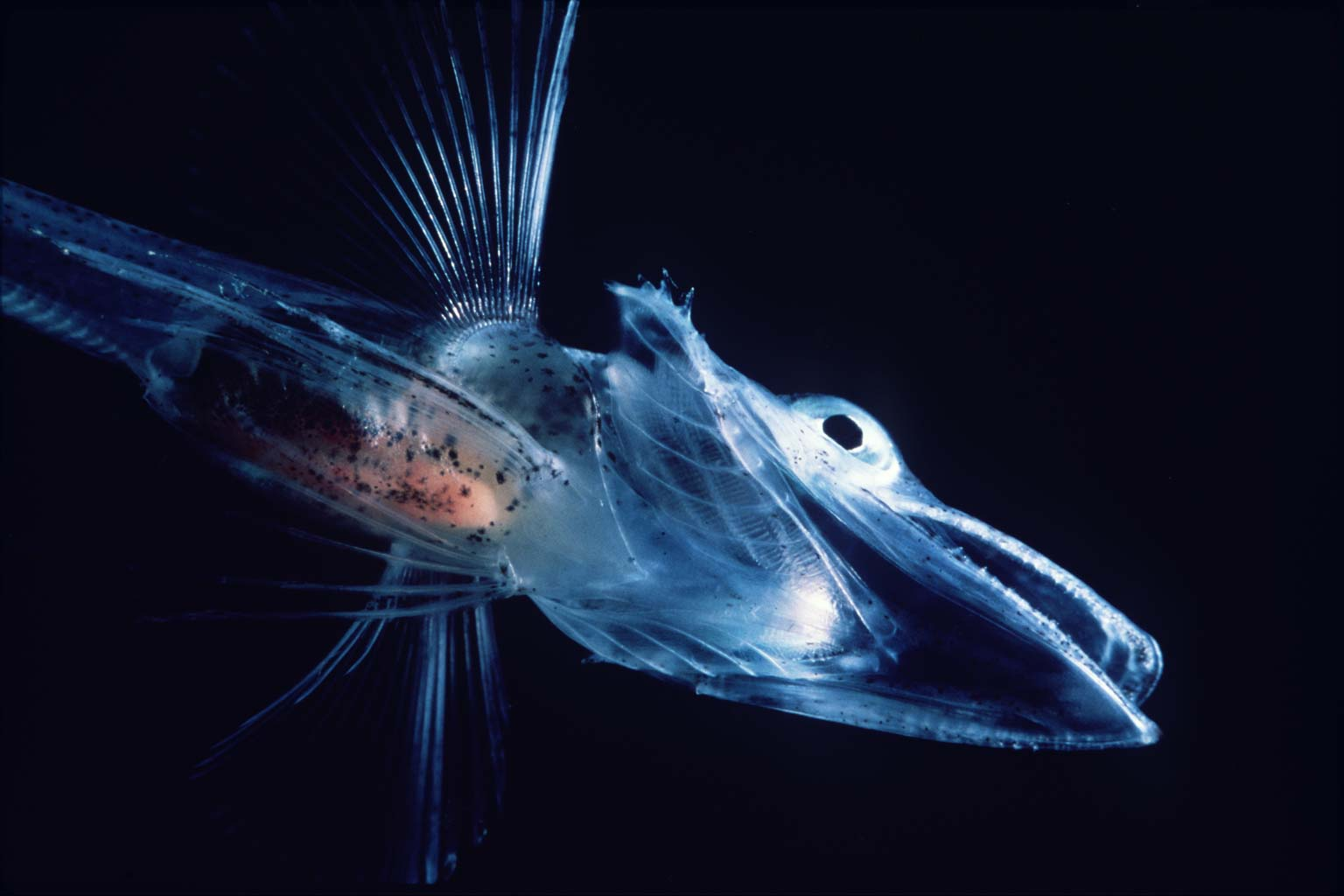
Poisson des glaces de la côte antarctique.

### Chimie de l'atmosphère
Un laboratoire de chimie de l'atmosphère est présent sur la base. On y analyse entre autres les composés soufrés présents dans l'atmosphère.
La base de Dumont d'Urville, de par ses mesures d'ozone (par instruments sous ballon et lidar) et d'aérosol (par lidar) est intégrée, en tant que station régionale, au réseau Global Atmosphere Watch (GAW) coordonné par l'Organisation Météorologique Mondiale (OMM).

### Géophysique
Au départ très présente, la géophysique l'est aujourd'hui moins sur la base.
On peut noter la présence d'un marégraphe pour mesurer le niveau de la mer, la salinité, etc., d'une mesure des rayonnements cosmiques réalisée à l'aide d'un super moniteur à neutrons ainsi que d'un GPS pour mesurer l'enfoncement du continent antarctique dans le manteau terrestre.
Le géo-magnétisme terrestre et la sismologie sont également présents; Une mesure absolue de la déclinaison magnétique terrestre est réalisée tous les jours à l'aide d'un théodolite.
L'atmosphère est mesurée par une station météorologique de surface, et par un radiosondage lancé chaque jour.

### Logistique
Le fonctionnement de la base ainsi que l'approvisionnement de Concordia nécessite une logistique importante, notamment l'été. Les techniciens sont indispensables au bon fonctionnement de la base tout au long de l'année : électricien, plombier, mécanicien pour la centrale électrique, mécanicien engins, informaticien. Pour cela, la station annexe Robert-Guillard du cap Prud’homme située sur le continent est dédiée, depuis 1994, à l’organisation des convois terrestres à destination de la base franco-italienne Concordia implantée à plus de 1100 km à l’intérieur des terres.

## Culture populaire
Les scientifiques qui étudient à Dumont-d'Urville ne restent pas indifférents à l'actualité. En 2014, à la suite du succès mondial que connaît la chanson Happy de Pharrell Williams, le personnel de la 64e mission polaire décide d'organiser en partenariat avec les autres communautés des terres australes françaises un clip vidéo reprenant le thème de la chanson,. En 2015, à la suite des attentats de Paris, les membres du personnel décident d'exprimer leur solidarité en écrivant « Nous sommes Charlie » sur la glace avec leurs corps,. L'une des photos prises pour l’événement est alors reprise par France 2 pour son journal de 13 heures du mardi 13 janvier 2015.

## Patrimoine
La base Dumont-d'Urville comprend deux sites et monuments historiques :
- Base Marret, autre nom de la base de Pointe-Géologie, Mario Marret ayant été responsable de l'équipe de scientifiques durant l'hivernage de 1954.
- Croix André-Prud'homme, marquant le lieu de disparition d'André Prud'homme, en janvier 1959, à l’extrémité nord-ouest de l’île des Pétrels.

La base se trouve dans la zone spécialement protégée de l'Antarctique que constitue l'archipel de Pointe-Géologie.

## Galerie

Divers sites
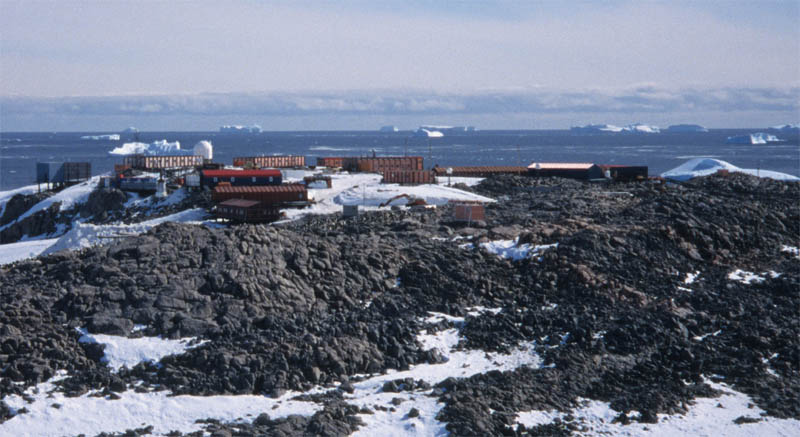
Vue générale.
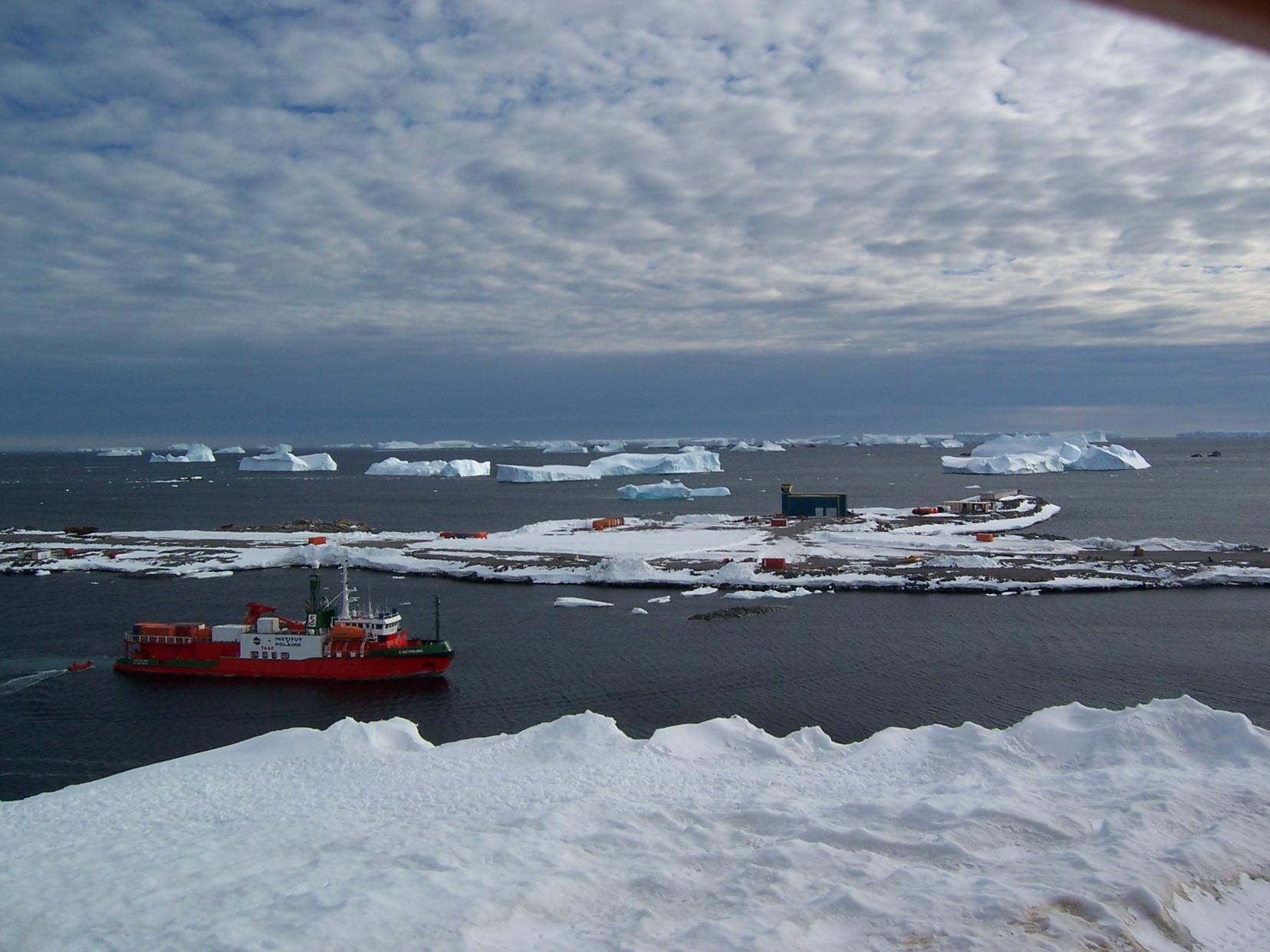
Arrivée de L'Astrolabe à Dumont-d'Urville.
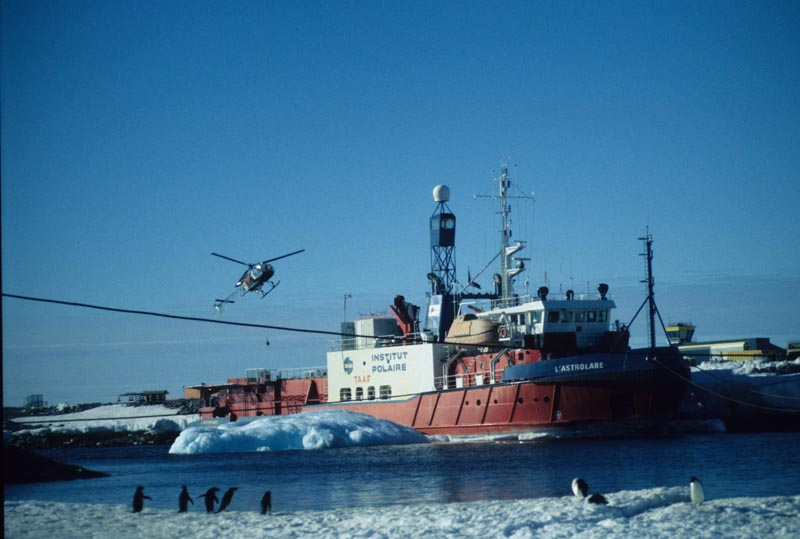
L'Astrolabe à Dumont-d'Urville.
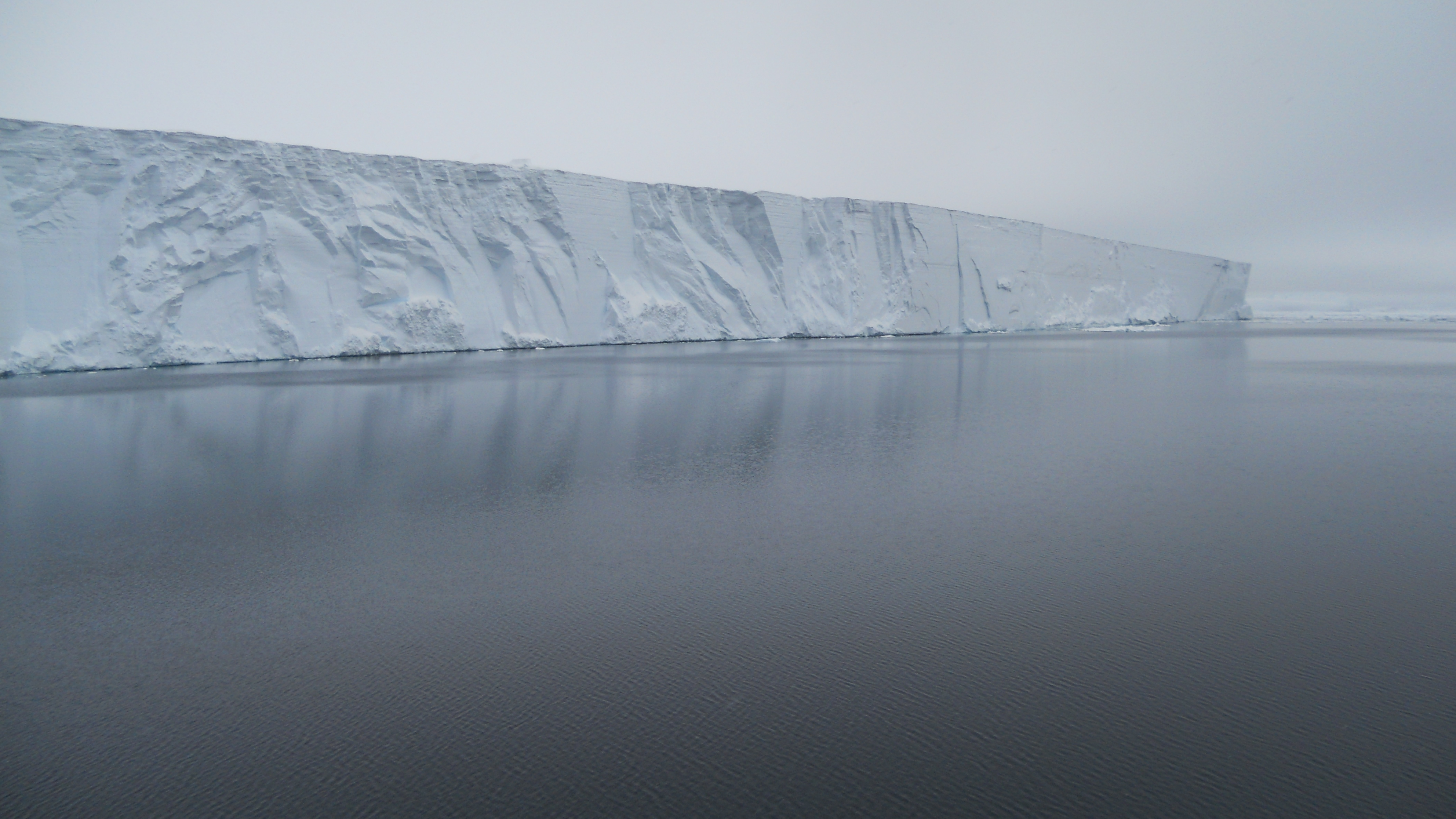
Photo prise au large de la base.
- Vidéo de présentation (centrale).
- Panorama vidéo.
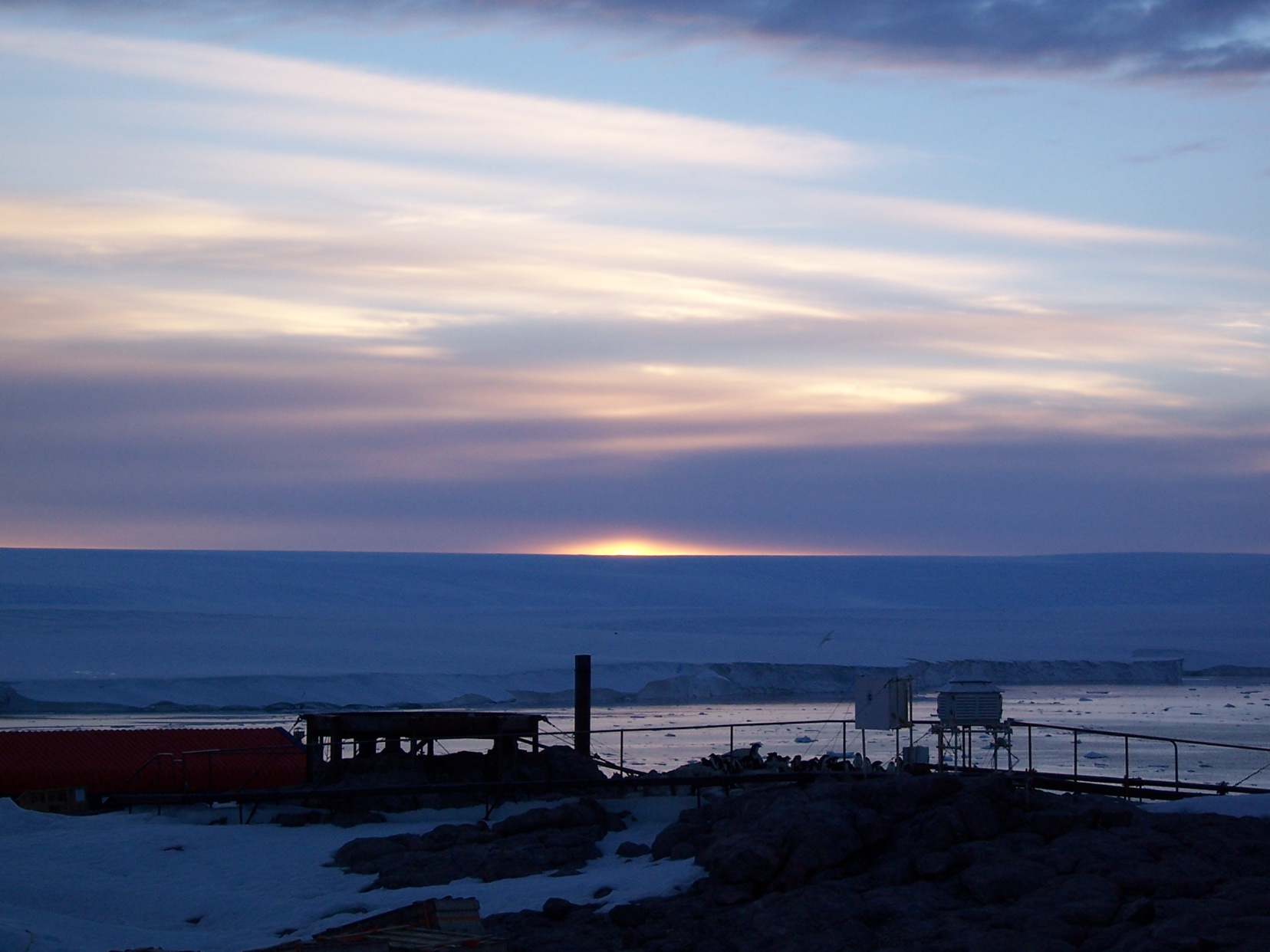
Coucher de soleil.
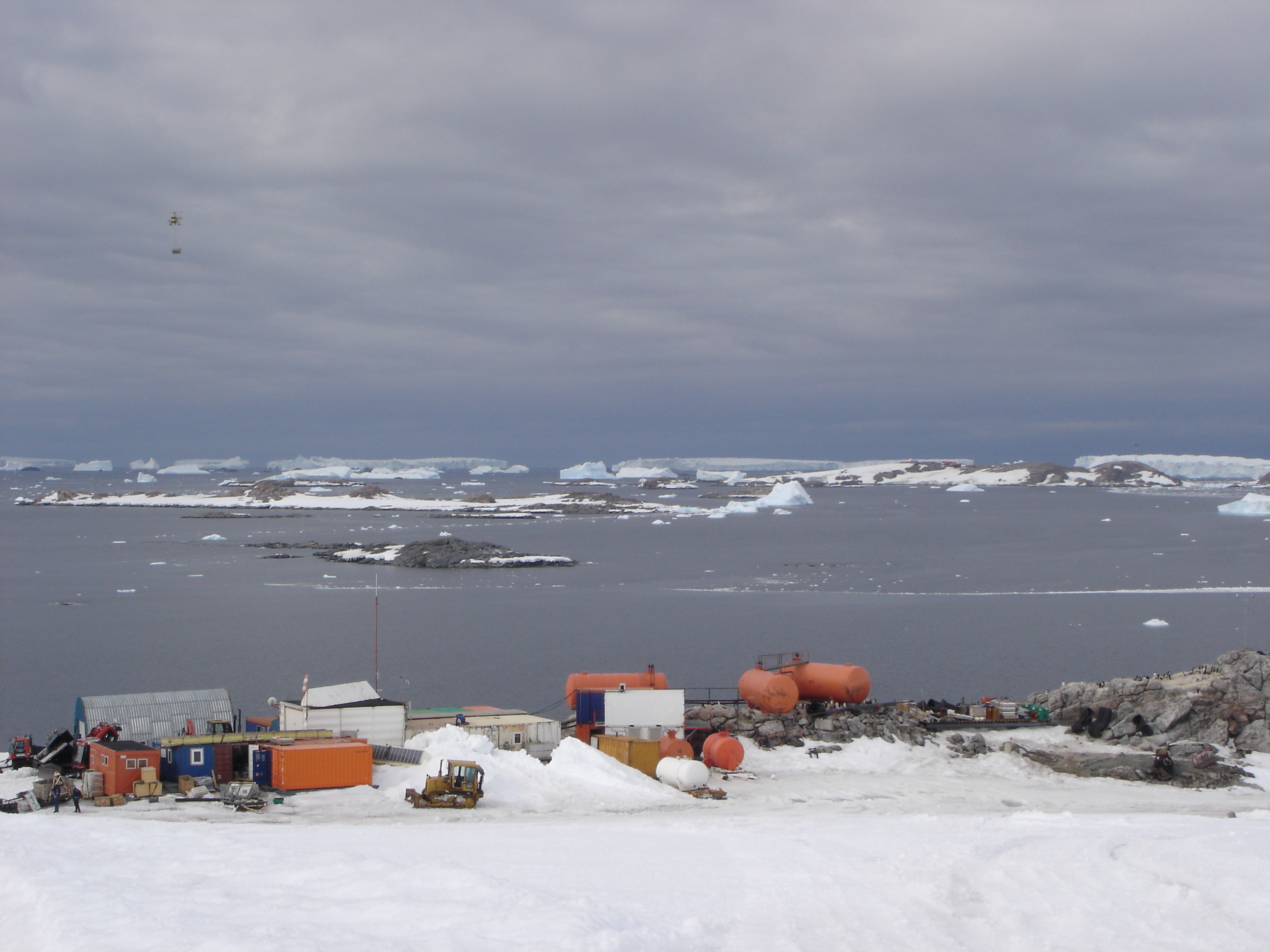
Vue de la station Robert-Guillard (cap Prud'homme), avec Dumont-d'Urville en arrière-plan.
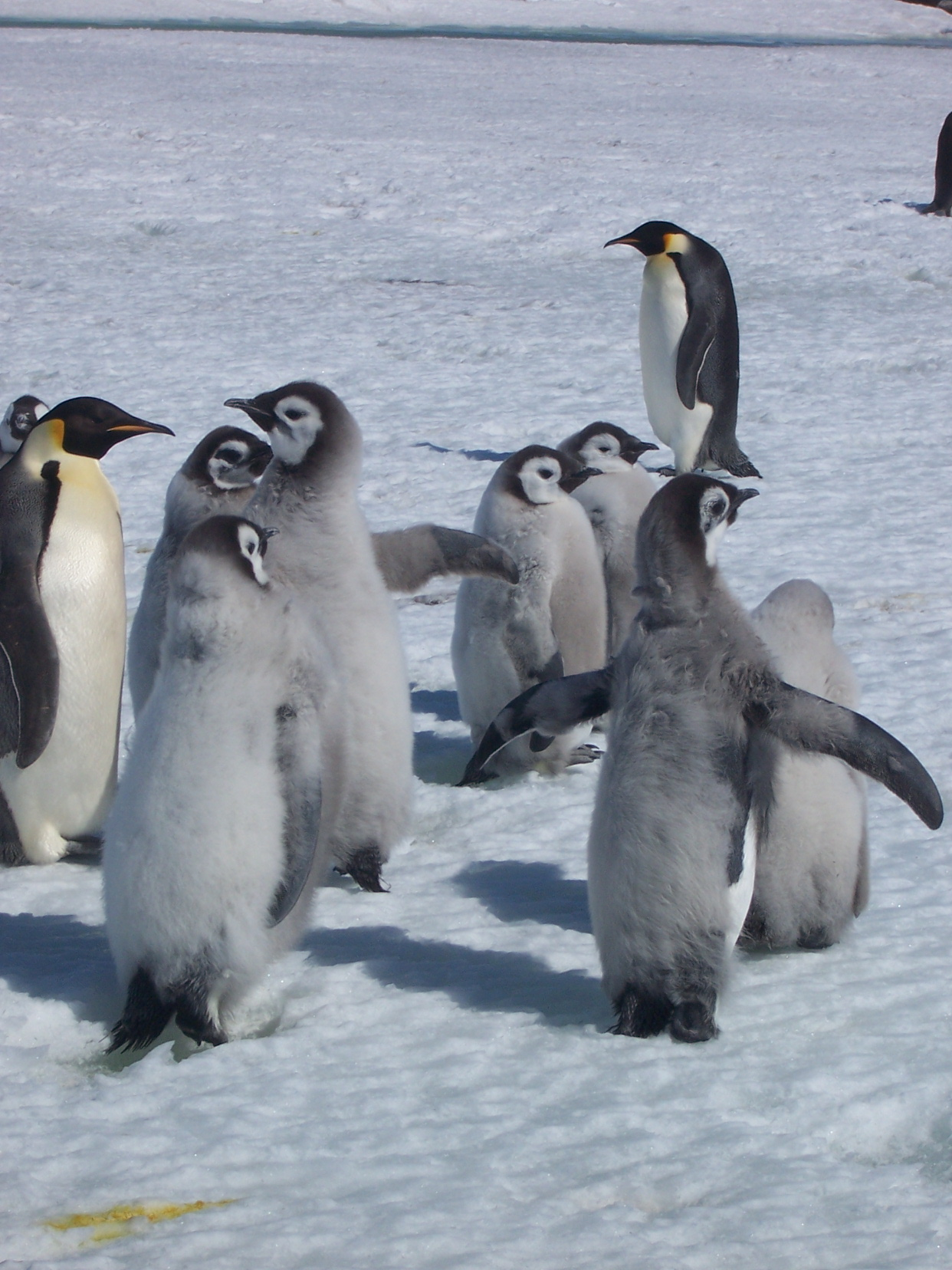
Crèche de poussins manchots empereurs.
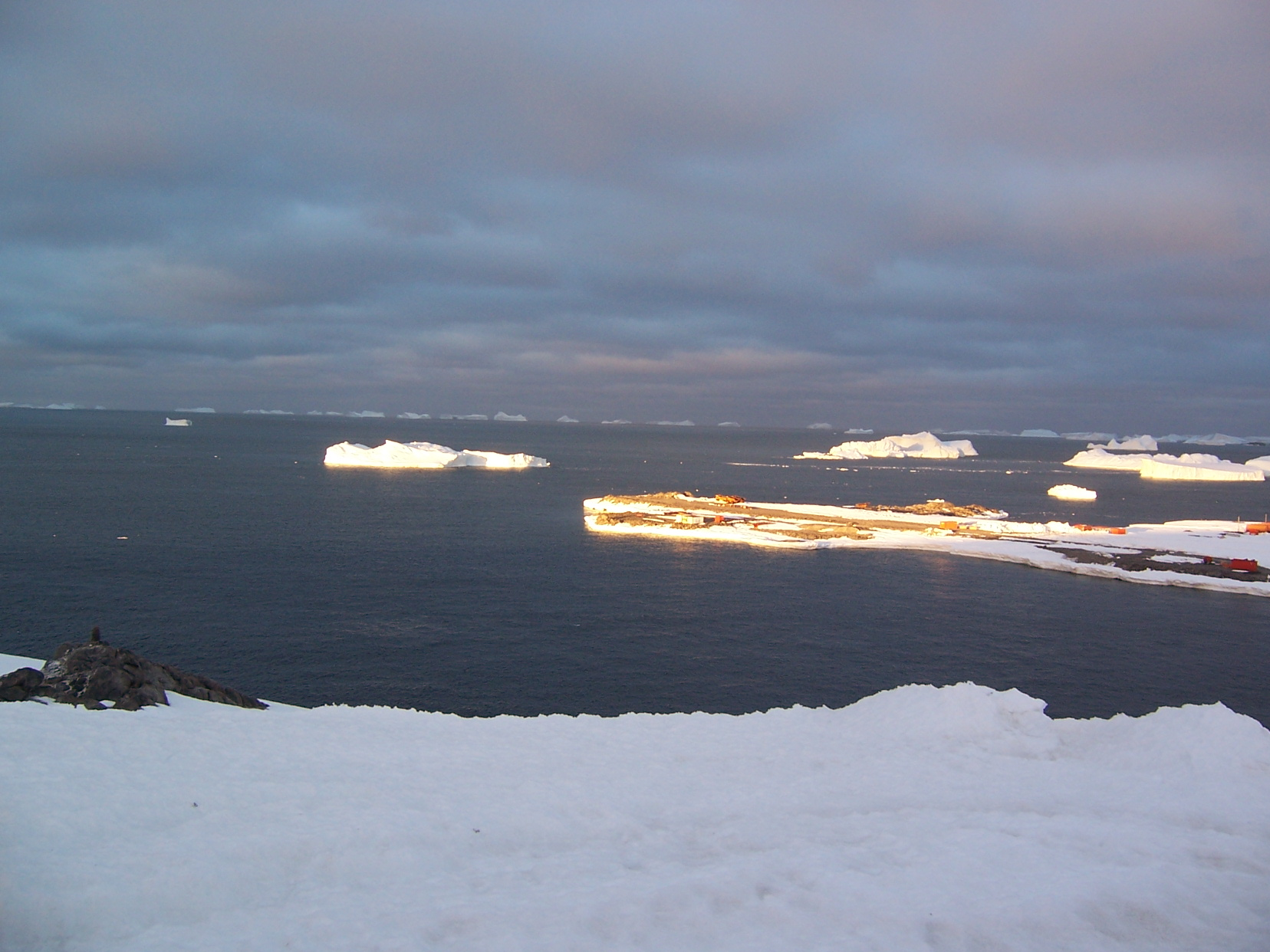
Vue depuis le dortoir des hivernants (côté ouest).
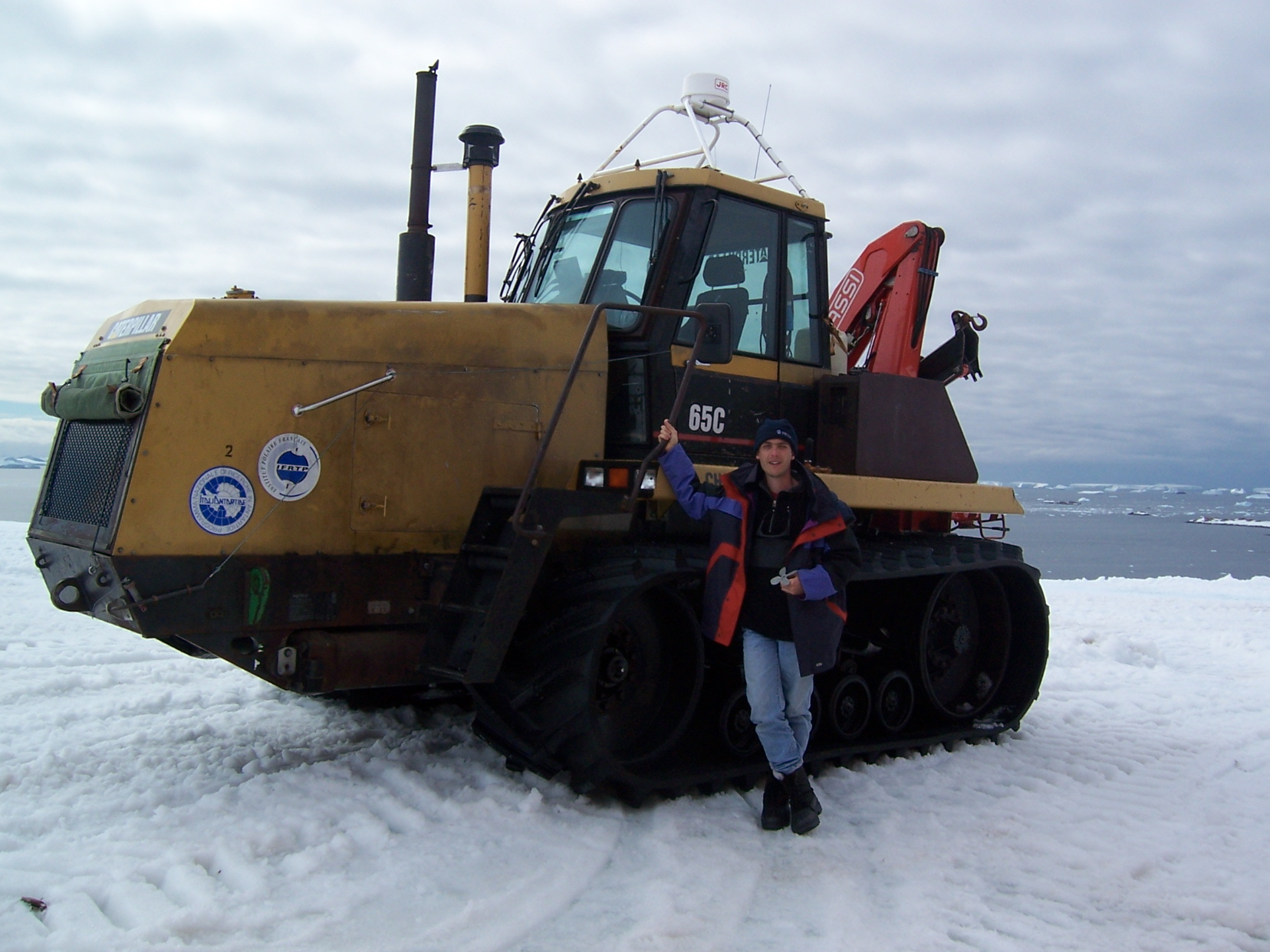
Tracteur composant le raid vers la base Concordia.
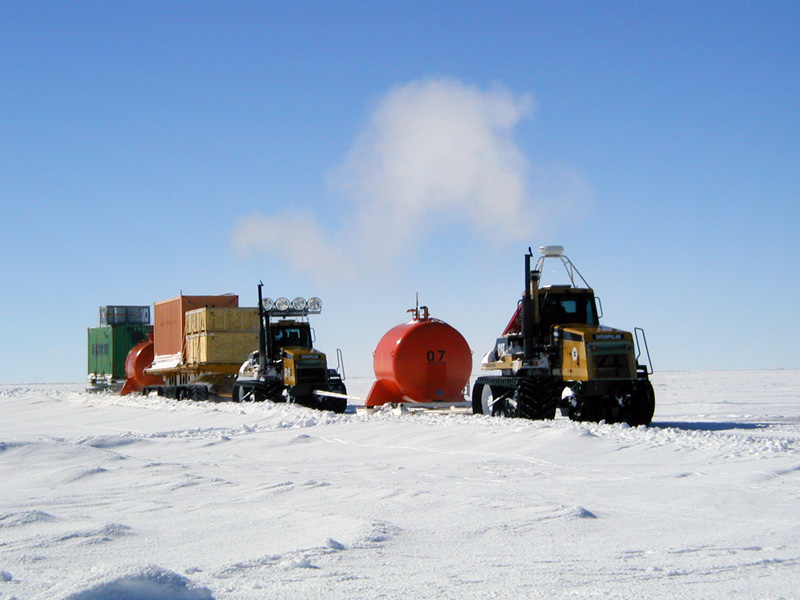
Partie d'un convoi apportant du carburant, de la nourriture et d'autres équipements de Dumont d'Urville à la base Concordia, arrivant au dôme C, janvier 2005.
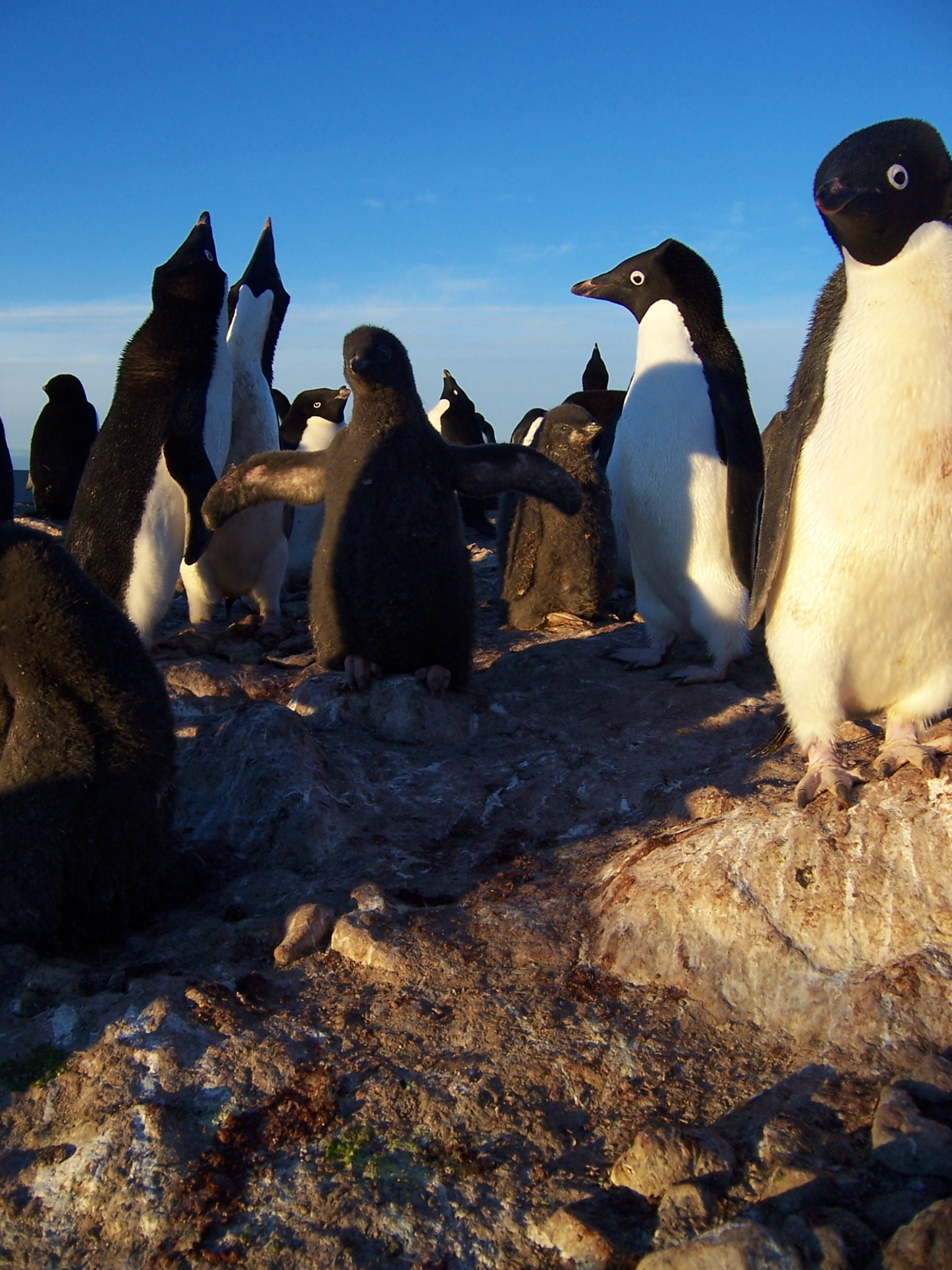
Manchots.
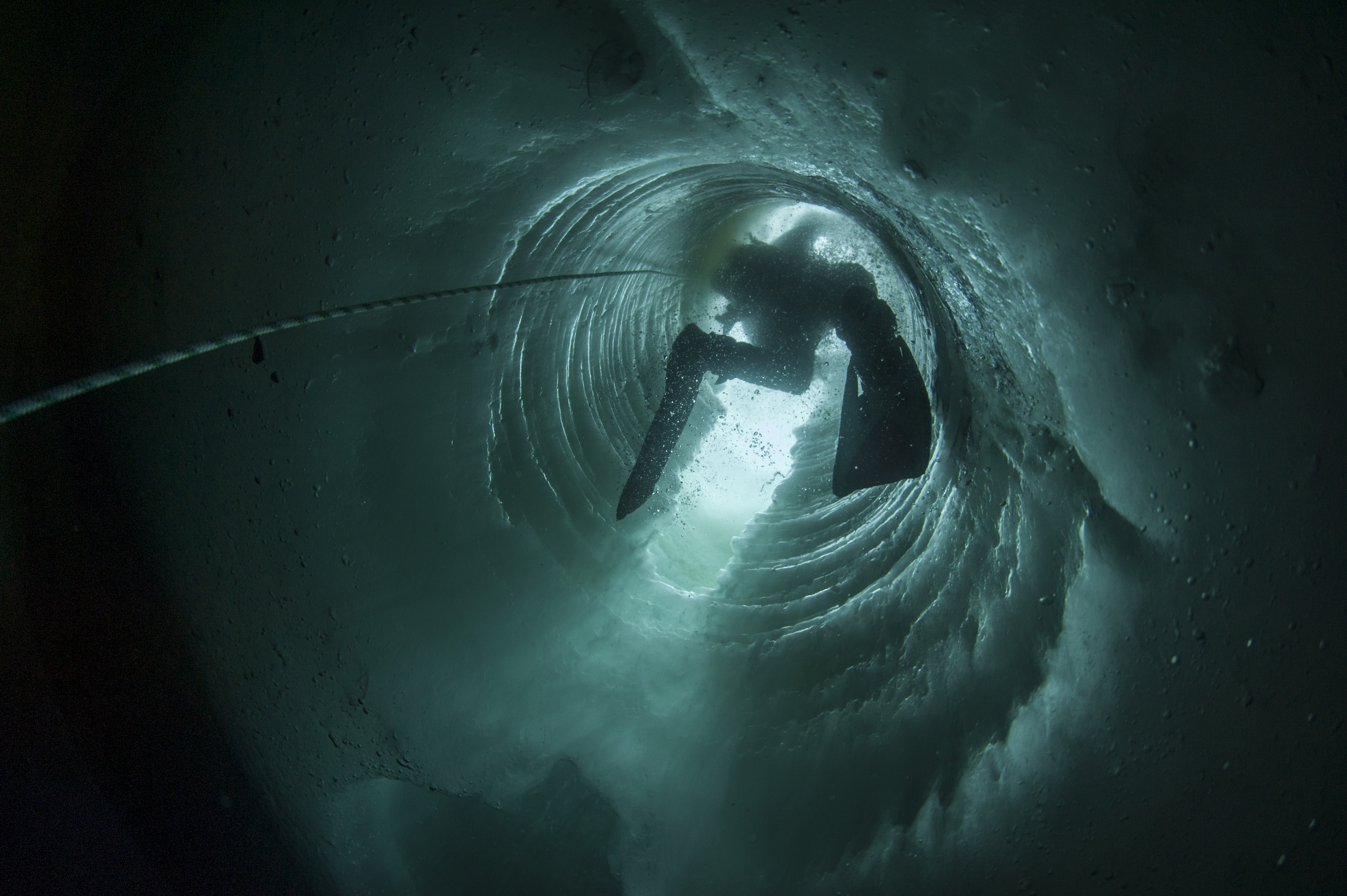
Un plongeur scientifique de la base antarctique passe dans un tube de glace.
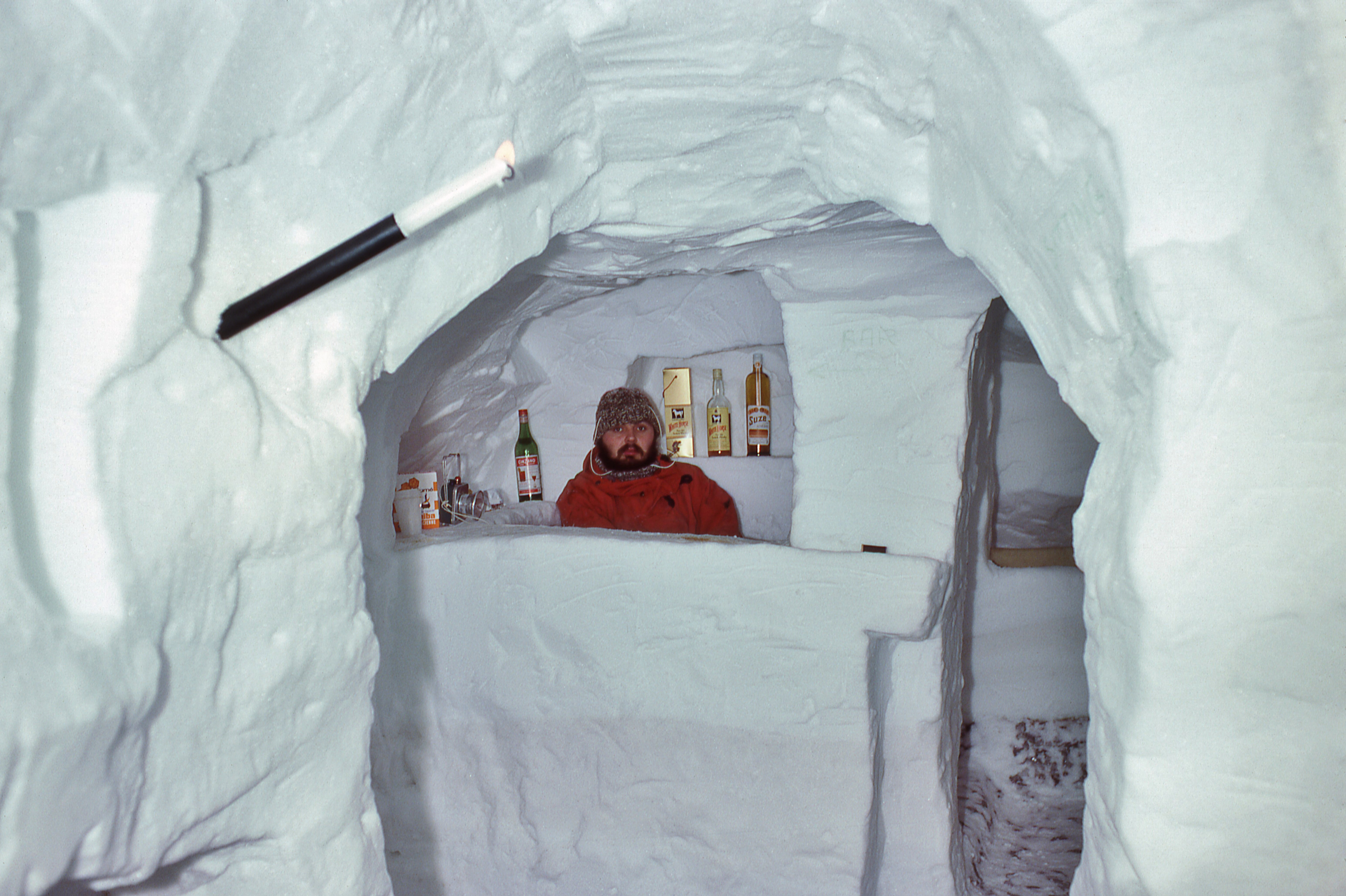
Trou à neige de grande dimension aménagé en bar dans une congère.